# Pierre Claisse
Pour les articles homonymes, voir Claisse.
Pierre Claisse est un homme politique français né le 30 novembre 1923 à Cambrai et mort le 9 septembre 2023 à Amiens (France,,).

## Biographie
Pierre Claisse naît le 30 novembre 1923 à Cambrai, dans le Nord. Vétérinaire de profession, membre de l'Union pour la démocratie française (UDF), il est adjoint au maire de Villers-Bocage, conseiller général du canton de Villers-Bocage et vice-président du conseil général de la Somme.
Le 18 avril 1986, il succède à André Audinot, mort d'une crise cardiaque, comme député de la Somme, fonction qu'il conserve jusqu'au 14 mai 1988.